# Autobahnraser
Autobahnraser este un film comic german, produs în anul 2004 în regia lui Michael Keusch. Filmul s-a inspirat din jocul pentru computer "A2 Racer".

## Acțiune
O bandă, bine cunoscută de poliție, fură un camion, pe o autostradă din Renania de Nord-Westfalia. Mulțumită neîndemânării lui Karl-Heinz Krause, un tânăr polițist, ei reușesc să scape de urmărirea poliției. Pentru a-i prinde pe răufăcători, poliția montează pe șosele radare. La scurt timp pe un drum unde viteza maxim admisă era de 80 km/h, radarul înregistrează o viteză de peste 200 km/h, la două BMW-uri în primul erau două tinere, iar în al doilea era o persoană care făcea revizii tehnice. Karl-Heinz pornește în urmărirea delicvenților. În cele din urmă banda care fura mașini nu este prinsă de poliție, ci de cei care au depășit viteza legală.